# Van Dyke Parks
Pour les articles homonymes, voir Parks.
Van Dyke Parks, né le 3 janvier 1941 à Hattiesburg, est un poète, compositeur, arrangeur, producteur, musicien, et chanteur américain.
Il est surtout connu pour ses collaborations avec Brian Wilson des Beach Boys (en particulier sur le projet d'album Smile) et ses nombreuses participations sur des albums folk rock à partir du début des années 1970 (Ry Cooder, Arlo Guthrie ...)

## Discographie

### Disques solos
- 1968 : Song Cycle  (Warner) avec Randy Newman - produit par Lenny Waronker
- 1972 : Discover America  (Warner) avec Lowell George
- 1975 : Clang of the Yankee Reaper (Warner) avec Jim Keltner, Klaus Voormann, Jesse Ed Davis...
- 1984 : Jump  (Warner) arrangements Lennie Niehaus
- 1989 : Tokyo Rose (Warner) avec Danny Hutton, Mari Iijima, Bobby King & Terry Evans
- 1995 : Orange Crate Art (Warner) avec Brian Wilson produit par Lenny Waronker
- 2003 : musique du film Company réalisé par Robert Altman
- 2013 : Songs Cycled, album constitué de compositions originales, de reprises et de réenregistrements d'anciens titres
- 2014 : Super Chief: Music for the Silver Screen, compilation de musiques de films

### Participations
- 1967 : arrangements de la musique du Livre de la Jungle
- 1968 : piano sur Tape from California de Phil Ochs
- 1969 : Running down the road de Arlo Guthrie (Warner) avec Ry Cooder produit par Lenny Waronker
- 1970 : Greatest Hits de Phil Ochs (A&M) avec Ry Cooder
- 1978 : musique du film En route vers le Sud (Goin' south) avec Perry Botkin Jr.,
- 1985 : musique de Ry Cooder du film Alamo Bay de Louis Malle (Slash Records) avec John Hiatt, Amy Madigan, David Hidalgo, Jim Dickinson, Jim Keltner, David Lindley, Kazu Matsui, Cesar Rosas, Jorge Calderon, Lee Ving...
- 1987 : chansons du film Le Petit Grille-pain courageux (City of Light, It's a B-movie, Cutting Edge, Worthless)
- 1992 : musique de Ry Cooder du film Les Pilleurs (Trespass, Sire Records) de Walter Hill avec Jim Keltner, Jon Hassell, Nathan East, David Lindley, Jr. Brown
- 1992 : The Pahinui Bros (Panini Records) avec Ry Cooder, David Lindley
- 1998 : musique du film Un Candidat face à son destin (MCA) de Mike Nichols  (Primary Colors, Universal) avec Ry Cooder, Jon Hassell, Jacky Terrasson
- 2006 : Rogues' Gallery produit par Johnny Depp
- 2006 : arrangement pour l'album de YS de Joanna Newsom produit par Jim O'Rourke
- 2007 : My Name Is Buddy (Nonesuch Records) de Ry Cooder avec Paddy Moloney, Mike & Pete Seeger, Flaco Jimenez, Bobby King & Terry Evans, Jim Keltner, Jacky Terrasson, Jon Hassell...
- 2009 : A stranger here de Ramblin' Jack Elliott avec David Hidalgo